# Scoliocentra gonea
Scoliocentra gonea är en tvåvingeart som först beskrevs av Garrett 1925.  Scoliocentra gonea ingår i släktet Scoliocentra och familjen myllflugor. Inga underarter finns listade i Catalogue of Life.